# Karl Lindahl (gymnast)
Karl Lindahl, född 26 september 1890 i Stockholm, död 29 juni  1960 i Stockholm, var en svensk gymnast. Han blev olympisk guldmedaljör 1920.